# Alessandro Bertoglio
Alessandro Bertoglio (Monza, 11 ottobre 1967) è un giornalista e conduttore radiofonico italiano della Radiotelevisione svizzera di lingua italiana.

## Biografia
Ha seguito dal 1993 il Festival internazionale del film di Locarno per diverse testate; segue dal 2005 il Festival di Sanremo.
Dopo aver collaborato con testate italiane e della Svizzera italiana (Corriere del Ticino, La Regione Ticino, La Provincia di Como) nel 2000 inizia a collaborare con la RSI.
È coautore insieme a Simone Tomassini del testo del brano Solo cose belle pubblicato l'8 dicembre 2015 (tratto dall'album Felice uscito nel 2016).

## Radio
Per Rete Tre (RSI) insieme a Paolo Guglielmoni ha creato nel 2005 il format "Bi-Champions", radiocronaca surreale con ospiti delle partite di Champions League, che nel 2006 ha vinto il Prix Suisse per i "nuovi formati radiofonici".
Insieme al cantautore Paolo Meneguzzi e al produttore Christian Testoni ha condotto, nell'inverno 2013, il programma ClipMe 2.0, talent show comico radiofonico di Rete Tre.
Dal 31 agosto 2014 ha condotto su Rete Uno il programma del primo mattino Albachiara con Giuseppe Bucci, Marcello Fusetti e Alessio Veronelli. Dall'agosto del 2017 conduce, sempre su Rete Uno il programma C'era una volta... Oggi con Raffaella Biffi e Danny Rauseo.

## Televisione
Ha condotto insieme a Stefano Ferrando il programma di cinema e sport Sport Ciak (due stagioni, dal 2007 al 2009) e ha fatto parte dal 2008 al 2009 del programma Latele. Ha commentato nel 2012 insieme a Sandy Altermatt il Diamond Jubilee Concert e, nel marzo 2013, la finale di The Voice of Switzerland in streaming per la Svizzera italiana.
Il 16 e 18 maggio 2013 ha commentato per la RSI l'edizione dell'Eurovision Song Contest di Malmö. Con Sandy Altermatt ha commentato la finale Svizzera da Kreuzlingen e l'8 e 10 maggio 2014 da Copenaghen la seconda semifinale e la finale europea dell'Eurovision Song Contest 2014, in cui per la Svizzera era in gara il ticinese Sebalter.
Ha interpretato un piccolo ruolo cameo per la serie tv RSI "Il Guardiacaccia" (2017) .